# Psilota dersu
Psilota dersu är en tvåvingeart som beskrevs av Violovitsh 1980. Psilota dersu ingår i släktet sotblomflugor, och familjen blomflugor. Inga underarter finns listade i Catalogue of Life.